# 1960 год в истории железнодорожного транспорта
1960 год в истории железнодорожного транспорта

## События
- В Великобритании прекращено паровозостроение. Последним стал 92220 «Evening Star» (Вечерняя звезда).
- Открылся Ростовский музей железнодорожной техники.
- Паровозные депо на станциях Ртищево-1 и Ртищево-2 объединены в локомотивное депо Ртищево.
- 9 июля в Екатеринбурге открыта Малая Свердловская железная дорога имени Н. А. Островского.

## Новый подвижной состав
- Локомотивным депо Саратов получен первый тепловоз — ТЭ3-375.
- Коломенский завод начал выпуск тепловоза ТЭП60.
- Луганский тепловозостроительный завод выпустил экспериментальную секцию газотурбовоза ГТ101.
- В 1960 году завод Брянский машиностроительный завод выпустил два маневровых тепловоза повышенной мощности, которые получили обозначение серии ТЭМ2.
- В Италии на заводах компании TIBB начался выпуск электровозов серии FS E.321.
- На китайские железные дороги поступила партия электровозов 6Y2 французского производства (по конструкции аналогичны ранее поступившими в СССР электровозам Ф).

## Персоны

### Родились
- 16 августа Михаи́л Па́влович Аку́лов — вице-президент ОАО «РЖД» (с ноября 2005), до этого — руководитель Федерального агентства железнодорожного транспорта России с марта 2004 года (создания агентства).